# Emszt Kálmán
Emszt Kálmán (Mezőtúr, 1873. július 10. – Budapest, 1957. április 8.) vegyész, gyógyszerész, gyógyszerészdoktor, főgeológus, kísérleti főigazgató.

## Élete
Az elemi iskolát szülőhelyén végezte, ezt követően a mezőtúri református gimnáziumban érettségizett. A Budapesti Tudományegyetemen szerezte gyógyszerészi oklevelét 1895-ben, 1901-ben pedig gyógyszerészdoktori fokozatot nyert. 1895 és 1900 között az intézmény II. Chemiai Intézetében Lengyel Béla tanársegédeként dolgozott. 1900-tól a Földtani Intézetben dolgozott mint vegyész. Itt később főgeológus lett, majd 35 évi szolgálat után 1935-ben kísérletügyi főigazgatóként vonult nyugdíjba.
1899 és 1949 között a Magyar Földtani Társulat választmányi, 1949-től haláláig pedig tiszteletbeli tagja volt. Elhunyt 1957. április 8-án délután 2 órakor, életének 84, házasságának 54. évében. Felesége Horváth Lilla volt, aki tíz évvel élte túl (elhunyt 1967. március 31-én).
Munkássága kiterjedt a Balaton fenékiszapjának kémiai vizsgálata, a hazai tőzegek részletekbe menő vegyelemzésére, a Kárpát-medence jelentősebb ásványvizeinek analízisére. Papp Károly és Rozlozsnik Pál geológiai munkáihoz kőzetelemzéseket is végzett.

## Fontosabb művei
- A Vogel-féle ezüsthaloidokról. Gyógyszerész doktori értekezés. Bp. 1901
- A Balaton fenékiszapjának és altalajának chemiai alkata. Bp., 1905
- Jelentés az 1905 (… 1910) év folyamán eszközölt geológiai tőzeg-és lápkutatásról (Földtani Int. Évi Jelentése, 1905-től 1910-ig)
- Magyarország tőzegtelepei. M. Mérnök és Építészegylet Közleményei. Bp. 1911
- A Margit-szigeti artézi kút vizsgálata. Hidrológiai Közlöny, 1923
- A kékkúti Theodora forrás kémiai elemzésének eredményei. Hidrológiai Közlöny, 1924
- Ásványvíz források állandóságáról. Orvosi Hetilap, 1925